# 宇宙探査機

土星探査機カッシーニ

宇宙探査機（うちゅうたんさき、英語：space probe）は、探査機の一種で、地球以外の天体などを探査する目的で地球軌道外の宇宙に送り出される宇宙機であり、ほとんどが無人機である。宇宙空間そのものの観測（太陽風や磁場など）、あるいは、惑星、衛星、太陽、彗星、小惑星などの探査を目的とする。現在は技術の限界から太陽系内の探査にとどまっているが、遠い将来は太陽系の外へ探査機を飛ばすことを考える科学者もいる。

## 宇宙探査の歴史
人類の宇宙探査は人類にとって最も身近で実際に距離も最も近い「月」から始まった。人類の月への興味は古くから物語（『竹取物語』など）として語られており、産業革命以降の急速な技術発展が人類の知的好奇心を満たすべく宇宙探査機を直接地球外の天体の周囲（もしくは天体表面）に送って調べることができるようになったのである。

### 最も近い地球外天体「月」
人類史上初めて地球以外の天体を目指した探査機は、ソビエト連邦のルナ1号である。ルナ1号は月にはじめて接近し、本来は衝突させる計画であったが軌道を外れて月をかすめるコースを取り、そのまま太陽をまわる人工惑星となった。次のルナ2号は人類史上初めて月面に到達、衝突に成功した。さらにルナ9号で月面への軟着陸を世界ではじめて成功。着陸したのみで研究成果は少なかったが、初めて他の天体に着陸を果たした功績は大きい。さらにルナシリーズは続き、ルナ16号は月の土壌サンプルを無人探査機で持ち帰り、ルナ17号は無人月面車（ルノホート）を走らせ、さまざまな調査を行った。
一方、冷戦の中で宇宙技術がソ連に遅れる形となったアメリカ合衆国は激しく対抗し、宇宙開発競争が行われる事となった。アメリカはパイオニア計画・レインジャー計画を皮切りに、サーベイヤー1号を月面に軟着陸させ、次々に無人探査機を送り込んだ。1960年代に有人のアポロ計画に挑み、アポロ11号によって遂に人類を月面に送り込んだ。失敗した13号を除いて17号まで延べ12人が月面を歩いた。ソ連も有人月旅行計画があったものの、大型ロケットの開発失敗によって頓挫した。

### 内太陽系の探査

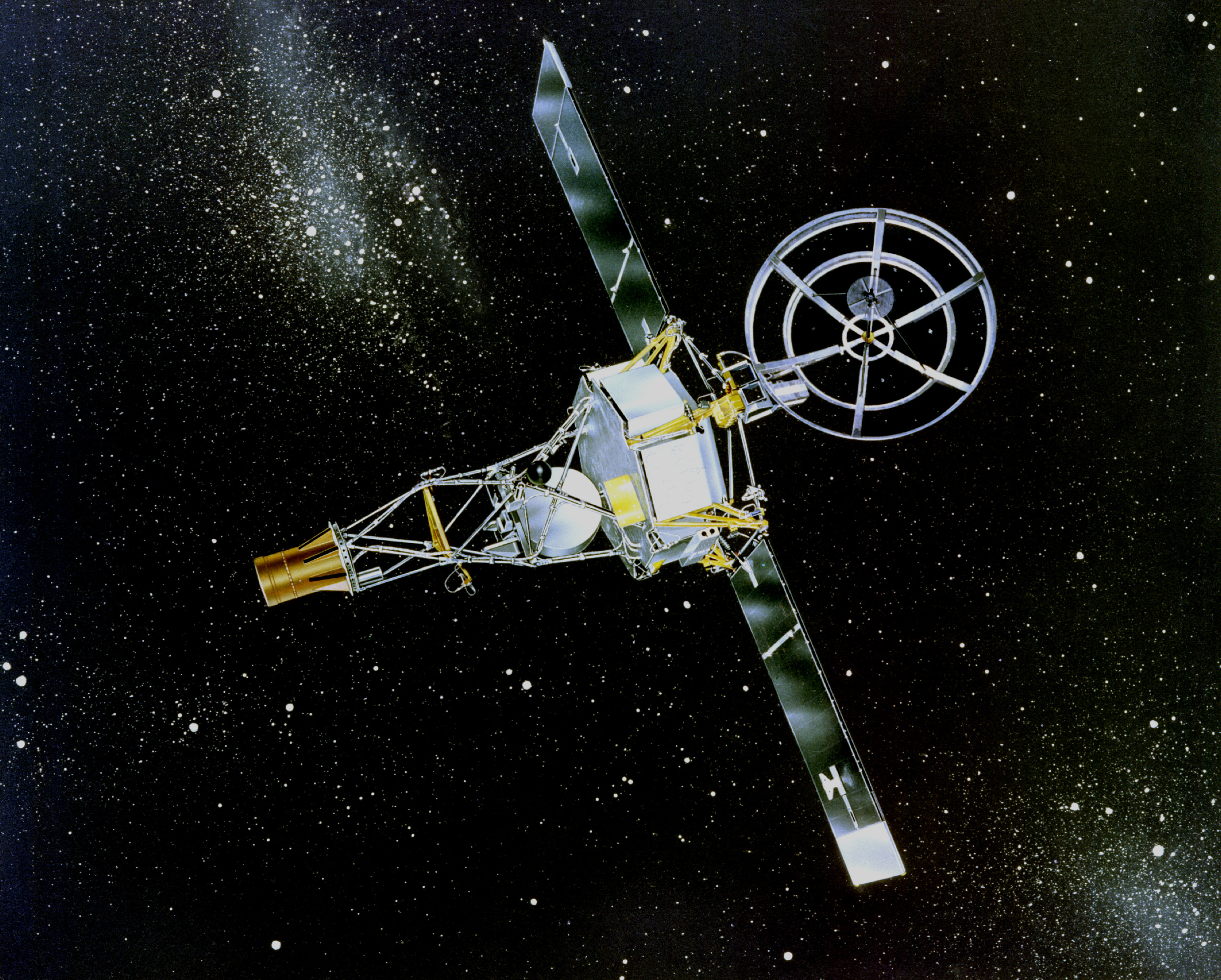
マリナー2号

内太陽系の宇宙探査も、月面探査競争と並行し、主に米ソを中心として行われた。
アメリカはマリナー探査機を用い、金星・水星・火星に接近して写真撮影を行った。また火星にはバイキング1号・2号を連続で着陸に成功させ、火星地表の写真を撮影したほか、さまざまな調査を行った。
一方のソ連は、金星にベネラ探査機を送り込んで軟着陸に成功し、初めて金星表面の写真撮影に成功した。また、金星の温度・気圧などを測定し、その環境を世界に知らしめた。同時期に火星にはマルス3号を送り込んで軟着陸に成功したが、大規模な砂嵐の真っ只中に着陸したため、20秒後に信号が途絶え、失敗した。

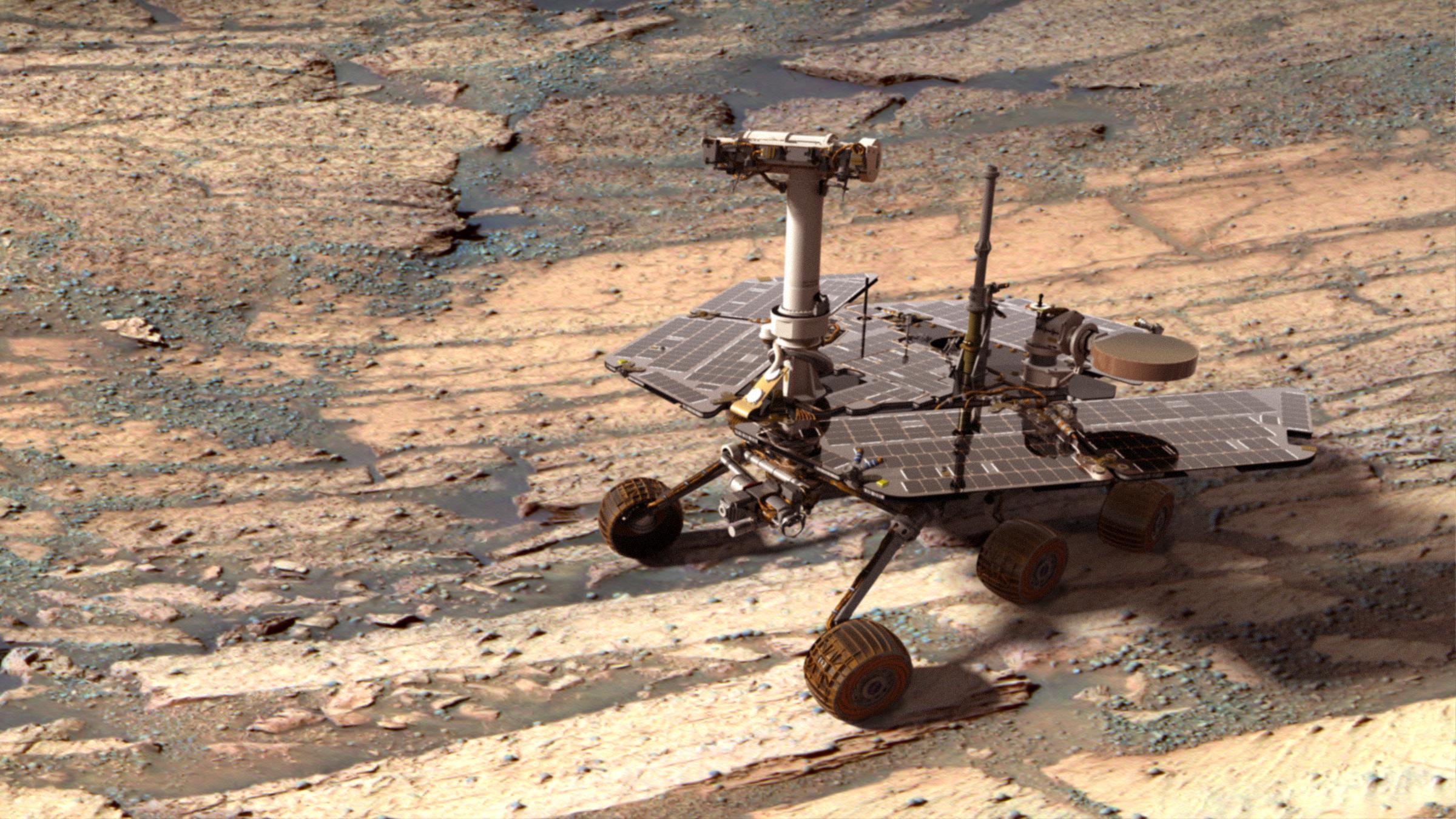
オポチュニティ

1990年代後半から、アメリカは再び火星探査を開始した。まず1997年にマーズ・パスファインダーが着陸に成功、地上のデジタル写真撮影のほか、岩の成分分析を行った。1998年にマーズ・グローバル・サーベイヤーが火星周回軌道に乗って詳細な地図作りを開始した。1999年到着予定のマーズ・サーベイヤー99は軌道投入に失敗したが、2004年にスピリットとオポチュニティの2機が着陸に成功、火星に海があったことを示した。2012年にはキュリオシティが着陸に成功し、生命を保持できる可能性について調査をおこなっている。
1990年代後半には、日本や欧州なども惑星探査に本格的に進出した。
日本の宇宙航空研究開発機構 (JAXA) は火星探査機（のぞみ）を送るものの、バルブの開放不良による推力不足に端を発し、それをリカバーするための運航の長期化によるトラブル等により、最終的に火星周回軌道への投入を断念、人工惑星となった。2010年6月には金星探査機 (あかつき) を打ち上げ、同年12月に予定されていた金星周回軌道への投入は失敗したが、2015年12月に行った再挑戦が成功し、2021年までの予定で周回軌道を回りながらの観測を実施中である。また、欧州宇宙機関 (ESA) と共同で水星探査機（ベピ・コロンボ）を送る予定となっている。
欧州も火星探査機を投入している。マーズ・エクスプレスは2003年末に火星周回軌道に到達し数々の成果を挙げたが、火星表面への着陸機投入には失敗した。
インドは2014年9月にマーズ・オービター・ミッション（マンガルヤーン）を火星周回軌道に投入することに成功し、アジアで初めて火星探査機を成功させた国となった。
中華人民共和国は蛍火1号 (Yinghuo-1) - 2011年11月9日、ロシアのフォボス・グルントに相乗りする形で打ち上げられたが、地球周回軌道離脱に失敗。天問1号 - 2020年7月23日、海南省の文昌航天ロケット発射場から長征5号により打ち上げられ、2021年2月10日に火星周回軌道に乗った。上記の「天問1号」に続き、2028年にも火星探査機を送り込む計画が2018年に明らかにされている。
アラブ首長国連邦はアル・アマル（阿: الأمل、英: Hope、"希望"の意）2020年7月20日、日本のH-IIAロケットにより種子島宇宙センターより打ち上げられ、火星への飛行機道に乗った。

### 外太陽系の探査

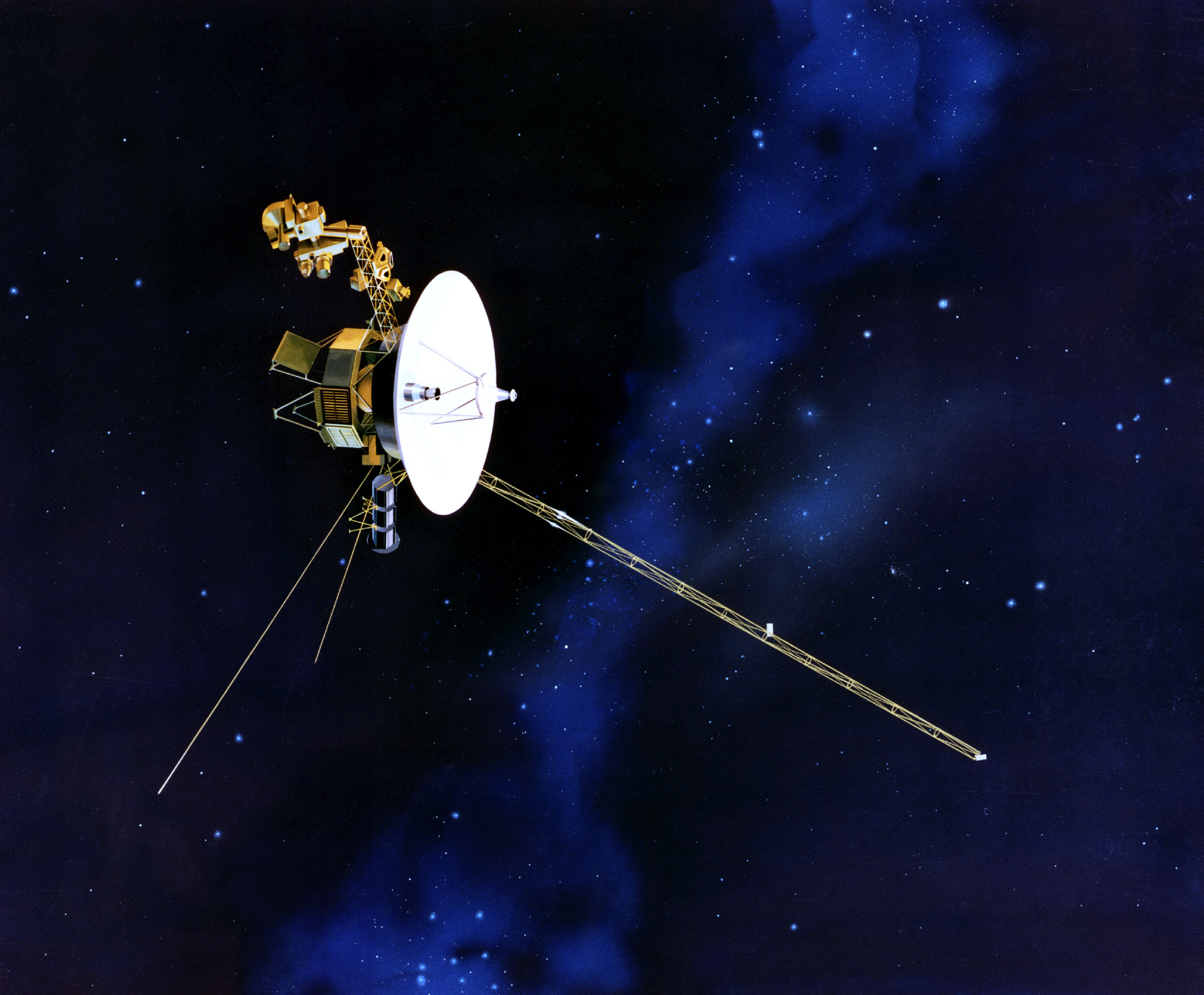
ボイジャー

火星より遠くの宇宙探査は、もはやアメリカの独擅場となった。パイオニア10号・11号とボイジャー1号は立て続けに木星と土星に接近し、写真撮影を行った。そして次のボイジャー2号は、木星・土星を撮影・調査した後、天王星・海王星をはじめて探査した。これらの調査により、木星・天王星・海王星にも土星同様に「環」が確認されたほか、ボイジャーは数々の衛星を撮影した。これら4機の探査機には、いずれ他の太陽系に届くとの希望を込め、異星人あてのメッセージが積み込まれている。できる限り地球独自の習慣によらず科学的に来歴を明らかにする工夫が凝らされているが、パイオニア10・11号に積載されたメッセージ板に刻まれた男女の裸体のイラストをも含めて、これらの異星人あてのメッセージをめぐっては、様々な議論が交わされた。
ボイジャーが海王星軌道を越え、恒星間探査計画に転換すると、アメリカは再度木星を目指し、ガリレオをスペースシャトルから発射した。木星に到達したガリレオは、木星大気中に探査機を投下し、大気圧で押しつぶされるまでの数十分間に渡って、地球にデータを送信した。
一方ソ連の消滅によって、宇宙事業全てを引き継いだロシアは宇宙探査を行う余裕はなくなっている。
アメリカはさらに欧州宇宙機関と共同でカッシーニを打ち上げ、土星に接近した。さらに衛星タイタンに探査機ホイヘンス・プローブを投下し、着陸に成功した。ボイジャーが唯一探査を行わなかった冥王星や、さらにその外側に広がるエッジワース・カイパーベルトに向けても、2006年にニュー・ホライズンズを打ち上げ、冥王星には2015年に接近して探査を実施した（なお、冥王星が惑星から準惑星に変更されたのは打ち上げから約半年後のことである）。
20世紀終盤まではアメリカの独擅場だった外惑星探査にも、1997年、すでに豊富な実績のあるアメリカとの国際共同という形であるが、土星探査機のカッシーニによって欧州宇宙機関の本格的な外惑星探査への参入が始まり、遅れて同様に、日本の宇宙航空研究開発機構も、アメリカ、欧州との3機関国際共同プロジェクトとして、2020年頃の木星圏探査機ラプラスによって、外惑星探査に参入する予定である。

### 彗星探査

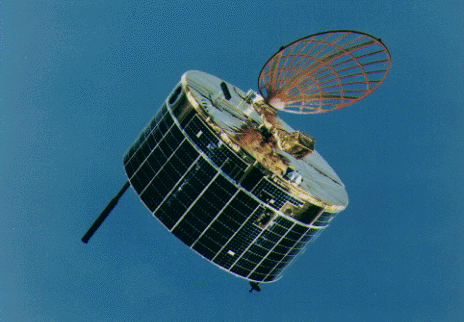
さきがけ

1986年にハレー彗星が地球に接近することを契機に、欧州宇宙機関（ジオット）や日本の宇宙科学研究所（さきがけ、すいせい）が本格的な宇宙探査機を送り込むようになり、ソ連も彗星探査機（ベガ1号・2号）を送り込むことになったが、アメリカはハレー彗星専用の探査機は送り込まずに欧州宇宙機関と共同で運用していた太陽系探査機（アイス）をハレー彗星に接近する軌道にのせ、3カ国1地域による共同観測が行われた。これらのハレー彗星探査機群はハレー艦隊と呼ばれた。その後アメリカはディープ・インパクトやスターダストなどを彗星に送り込み、それらの成果も挙がりつつある。

### 小惑星探査

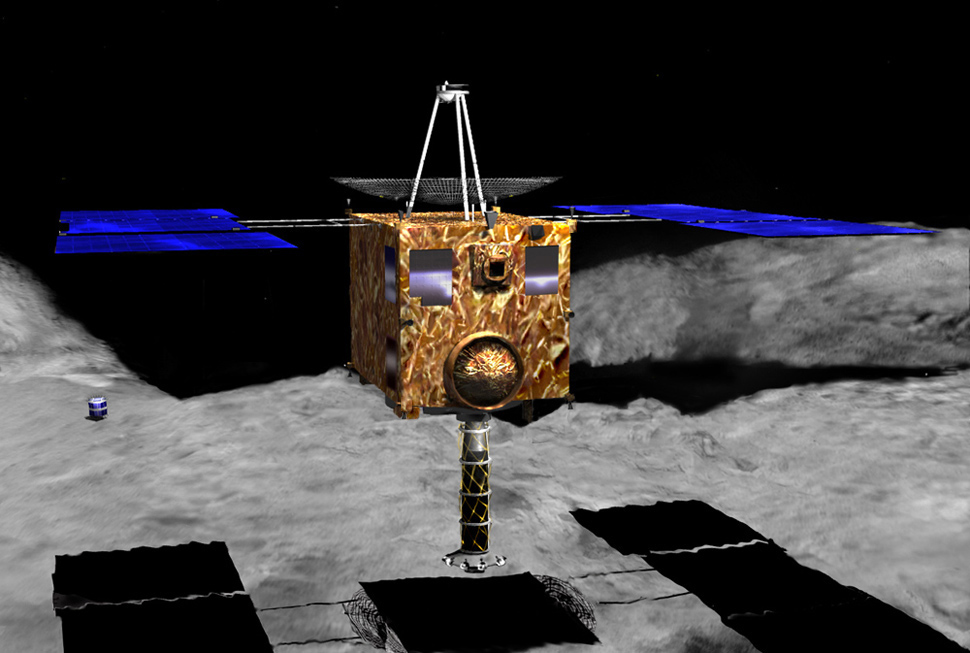
はやぶさ

ガリレオが1991年と1993年に小惑星帯を通り抜ける際、それぞれ (951) ガスプラと (243) イダの撮影を行い、映像を送ってきたのが最も初期の小惑星探査である。本格的な小惑星探査は、1996年2月に打ち上げられ、1997年7月に (253) マティルドへ接近、2000年2月に (433) エロスへ到達したNEARシューメーカーが最初である。それに続く日本のはやぶさ (MUSES-C) は2003年5月に打ち上げられ、2005年9月に (25143) イトカワへ到達し、2010年6月に地球へ帰還した。
また、アメリカ合衆国でもドーン探査機が (1) ケレス（準惑星）と (4) ベスタを目指して2007年9月に打ち上げられた。さらに、ニュー・ホライズンズも、冥王星に向かう途上の小惑星帯で (132524) APLの撮影を行ったほか、ケンタウルス族に属する (83982) クラントルの探査をおこなった。
小惑星からのサンプルリターンに関しては「はやぶさ」が世界ではじめて試みた。地球に帰還したカプセル内部に微粒子ではあるが1500個以上のサンプルが回収でき、これらが小惑星由来であることが確認された。
サンプルリターンは2016年に打ち上げられたアメリカの探査機「オシリス・レックス」、及び上記「はやぶさ」の後継機として2014年に打ち上げられた「はやぶさ2」の両探査機でも実施された。オシリス・レックスのサンプルは2023年に、はやぶさ2のサンプルは2020年に地球に帰還した。また、中国は地球近傍小惑星からのサンプルリターン機天問2号を2025年5月29日に打ち上げた。

### 再び月へ
1990年代に入り、日本が次々と月探査計画（ひてん（1990年）/LUNAR-A（計画中止）/かぐや（2007年-2009年））を発表・実施し、欧州（スマート1（2003年-2006年））や中国（嫦娥1号（2007年-2009年））やインド（チャンドラヤーン1号（2008年-2009年））も独自に月探査機を送り込むこととなった。中国は嫦娥3号（2013年）で旧ソ連・アメリカに次ぐ月面軟着陸と、無人月面車（玉兎号）の稼動に成功した。アメリカも月の資源探査や有人基地化と火星有人探査への布石などから数多くの月探査機を送り込むようになっている。
また、グーグルとXプライズ財団が民間での月探査に賞金を設定している (Google Lunar X Prize)。

### 国際協力体制
最初の本格的な協力体制はハレー彗星探査のときに行われた（ハレー艦隊を参照）。その後は大規模な国際協力はなかったが、2007年3月4日に京都で行われた国際宇宙探査戦略にかかる京都ワークショップにおいて、2007年以降の月探査も含む今後の太陽系探査についてワークショップに参加した14の宇宙機関により国際協力体制を早期に構築することが確認された。

## 探査機・探査計画の一覧

### アメリカ合衆国
- パイオニア計画：月に接近通過

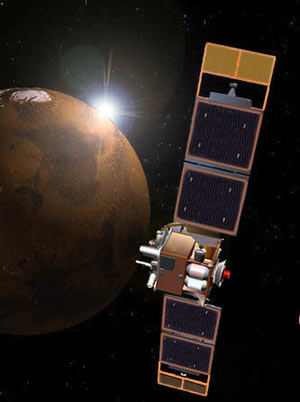
火星探査機のマーズ・グローバル・サーベイヤー

- レインジャー計画：月に突入しつつ写真を撮影
- ルナ・オービター計画：月周回
- サーベイヤー計画：月に着陸、写真を撮影、地表データの送信
- アポロ計画：月への有人飛行
- マリナー計画：水星、金星、火星の探査
- バイキング計画：火星に着陸
- パイオニア・ヴィーナス計画：金星、ハレー彗星の探査
- パイオニア10・11号：木星、土星を通過観測後、太陽系外へ
- ボイジャー計画：木星、土星、天王星、海王星を通過観測後、太陽系外へ
- クレメンタイン計画：月探査計画
- マゼラン：金星周回
- ガリレオ：小惑星イダ及びガスプラに接近、木星周回、プローブ投下
- マーズ・オブザーバー
- マーズ・グローバル・サーベイヤー
- マーズ・クライメイト・オービター
- マーズ・ポーラー・ランダー
- 2001マーズ・オデッセイ
- マーズ・エクスプロレーション・ローバー：スピリット、オポチュニティ
- マーズ・リコネッサンス・オービター：火星極軌道周回。2005年8月打ち上げ、2006年3月火星到達
- マーズ・テレコミュニケーション・オービター：計画中止
- ディスカバリー計画：オフザシェルフを活用した低コストで効率のよい宇宙探査計画
  - NEARシューメーカー：小惑星エロスの探査
  - マーズ・パスファインダー：火星探査
  - ルナ・プロスペクター：月の氷の存在を調査
  - ジェネシス：太陽風に含まれる塵を採取
  - ディープ・インパクト：テンペル第1彗星の探査
  - メッセンジャー：水星探査
  - スターダスト：ヴィルト第2彗星に接近、サンプルリターン
  - ASPERA-3：火星大気と太陽風の関係の調査
  - CONTOUR：エンケ彗星 (2P)、シュワスマン・ワハマン第3彗星 (73P) の探査（失敗）
  - ドーン：準惑星ケレス、小惑星ベスタに接近調査
  - ケプラー：太陽系外惑星探査
  - GRAIL：月の重力場の観測
- オリジン計画：宇宙、太陽系、生命の起源を調査する計画
- ニュー・ミレニアム計画：21世紀の探査計画で必要となる技術を確立する計画
  - ディープ・スペース1号：小惑星ブライユとボレリー彗星の近接探査
  - ディープ・スペース2号：火星探査（通信不能）
- ニュー・フロンティア計画：比較的新規開発要素の多い低コストな宇宙探査計画
  - ニュー・ホライズンズ：冥王星、太陽系外縁天体の探査
  - ジュノー：木星探査
  - オシリス・レックス：小惑星探査、サンプルリターン
- マーズ・スカウト：火星探査計画
  - フェニックス：着陸探査機
  - メイヴン：大気観測を目的とした周回探査機
- JIMO：エウロパの海を調査目的とする探査機（中止）

### ソビエト連邦 / ロシア
- ルナ計画：月探査
- ゾンド計画：月探査
- ベネラ計画：金星探査
- マルス計画：火星探査
- フォボス計画：火星探査（失敗）
- ベガ計画：金星、ハレー彗星探査
- マルス96計画：火星探査（失敗）
- フォボス・グルント：火星探査

### 日本
- さきがけ：ハレー彗星、惑星間空間探査
- ひてん、はごろも：月スイングバイ・エアロブレーキ実証、月周回
- はやぶさ、ミネルバ：小惑星「イトカワ」の探査、サンプルリターン
- LUNAR-A：月探査（中止）
- かぐや、おきな、おうな：月周回
- IKAROS：ソーラー電力セイル実証、惑星間空間探査
- PLANET計画
  - すいせい：ハレー彗星の探査
  - のぞみ：火星周回（失敗）
  - あかつき：金星探査

### 欧州宇宙機関
- ジオット：ハレー彗星探査
- マーズ・エクスプレス：火星周回、着陸機ビーグル2（失敗）
- スマート1：月探査
- ロゼッタ：小惑星・彗星探査
- ヴィーナス・エクスプレス：金星探査
- オーロラ計画：火星探査

### 中国
- 嫦娥計画：月探査
- 天問一号：火星探査
- 夸父計画：太陽探査（中止）

### インド
- チャンドラヤーン1号：月探査
- マーズ・オービター・ミッション（マンガルヤーン）：火星探査

### 国際共同ミッション
- ハレーアルマダ：（日米欧ソ）ハレー彗星探査
  - ISEE-3/ICE：（米欧）太陽風・彗星
- ユリシーズ：（米欧）太陽極軌道探査機
- カッシーニ：（米欧）土星周回・タイタンにホイヘンス・プローブ投下（ESAと共同）
- ベピ・コロンボ：（日欧）水星探査
- はやぶさ2：（日欧）小惑星探査、サンプルリターン (小型着陸機MASCOTを独仏が開発)
- ラプラス：（日米欧）木星とその衛星（特にエウロパ）の探査
- タンデム：（米欧）土星とその衛星（特にタイタン、エンケラドゥス）の探査
- 蛍火1号：（中露）火星探査（失敗）
- Al-Amal：（日米阿）火星探査